# Richard Monod
 (juillet 2014).
Si vous disposez d'ouvrages ou d'articles de référence ou si vous connaissez des sites web de qualité traitant du thème abordé ici, merci de compléter l'article en donnant les références utiles à sa vérifiabilité et en les liant à la section « Notes et références ».
Pour les articles homonymes, voir Monod.
Richard Monod est un universitaire français, professeur d'études théâtrales, né le 22 avril 1930 à Paris 13e où il est mort le 1er octobre 1989.

## Biographie
Né dans la famille Monod, Richard Monod est le fils du graphiste et typographe Maximilien Vox, le frère de l'angliciste et universitaire Sylvère Monod et le neveu du naturaliste, humaniste et explorateur Théodore Monod.
Richard Monod manifeste très tôt un intérêt pour le cinéma et les arts du spectacle, au point de consigner ses notes et réflexions sur les films et spectacles auxquels il assiste dans des cahiers soigneusement tenus. Ses études le mènent à l'École normale supérieure de la rue d'Ulm et à l'agrégation de lettres classiques. Il est pendant quelques années professeur dans l'enseignement secondaire, à Caen d'abord, puis à Nice, au lycée, puis dans le Collège littéraire universitaire, prémices de l'université niçoise où il devient plus tard enseignant. Il fonde en 1964 le Théâtre universitaire de Nice[réf. nécessaire].
En 1970, il devient enseignant à l'Institut d'études théâtrales de Paris III[réf. nécessaire]. Il y exercera plusieurs mandats de directeur[réf. nécessaire]. Avec Miguel Demuynck, du CEMEA, il anime, à partir de 1978 le groupe de recherche[réf. nécessaire] Jeu dramatique et pédagogie. 
Il participe dans cet institut à la naissance de troupes[réf. nécessaire] et mène de multiples expériences pédagogiques[réf. nécessaire] sur le terrain de l'école primaire, participant activement au mouvement du théâtre de l'opprimé et des techniques de Théâtre forum d'Augusto Boal[réf. nécessaire].
Il meurt le 1er octobre 1989 à Paris.